# Saulius Nefas
Saulius Nefas (* 8. Dezember 1960 in Taujėnai, Rajongemeinde Ukmergė) ist ein litauischer Politiker.

## Leben
Nach dem Abitur 1978 absolvierte Nefas 1983 das Diplomstudium der Geschichte am Vilniaus pedagoginis institutas und arbeitete in Anykščiai und Viešintos als Lehrer. Von 1997 bis 2000 war er Doktorand am Vilniaus pedagoginis universitetas. Ab 2004 lehrte er an der Lietuvos teisės universitetas als Lektor, ab 2009 als Dozent an der Mykolo Romerio universitetas. Ab 1995 war er Mitglied im Rat und Bürgermeister der Rajongemeinde Anykščiai, 2004 Mitglied im Seimas.
Ab 1989 war er Mitglied von Sąjūdis, ab 1993 der Tėvynės sąjunga - Lietuvos krikščionys demokratai.
Er ist verheiratet. Mit seiner Frau Dangira hat er die Kinder Gintarė, Mindaugas, Gediminas, Rūta und Eglė.